# SIX2
SIX2‏ (SIX homeobox 2) هوَ بروتين يُشَفر بواسطة جين SIX2 في الإنسان.